# Zurab Zviadauri
Zurab Zviadauri (n. 2 iulie 1981, Akhmeta, Republica Sovietică Socialistă Gruzină, URSS) este un judocan ce a reprezentat Georgia, medaliat olimpic. A participat la o ediție a Jocurilor Olimpice (2004) în care a câștigat o medalie de aur.

## Participări
Lista de mai jos prezintă principalele competiții la care a participat Zurab Zviadauri de-a lungul carierei.
- judo at the 2004 Summer Olympics – men's 90 kg[*]